# Aliiolani Hale

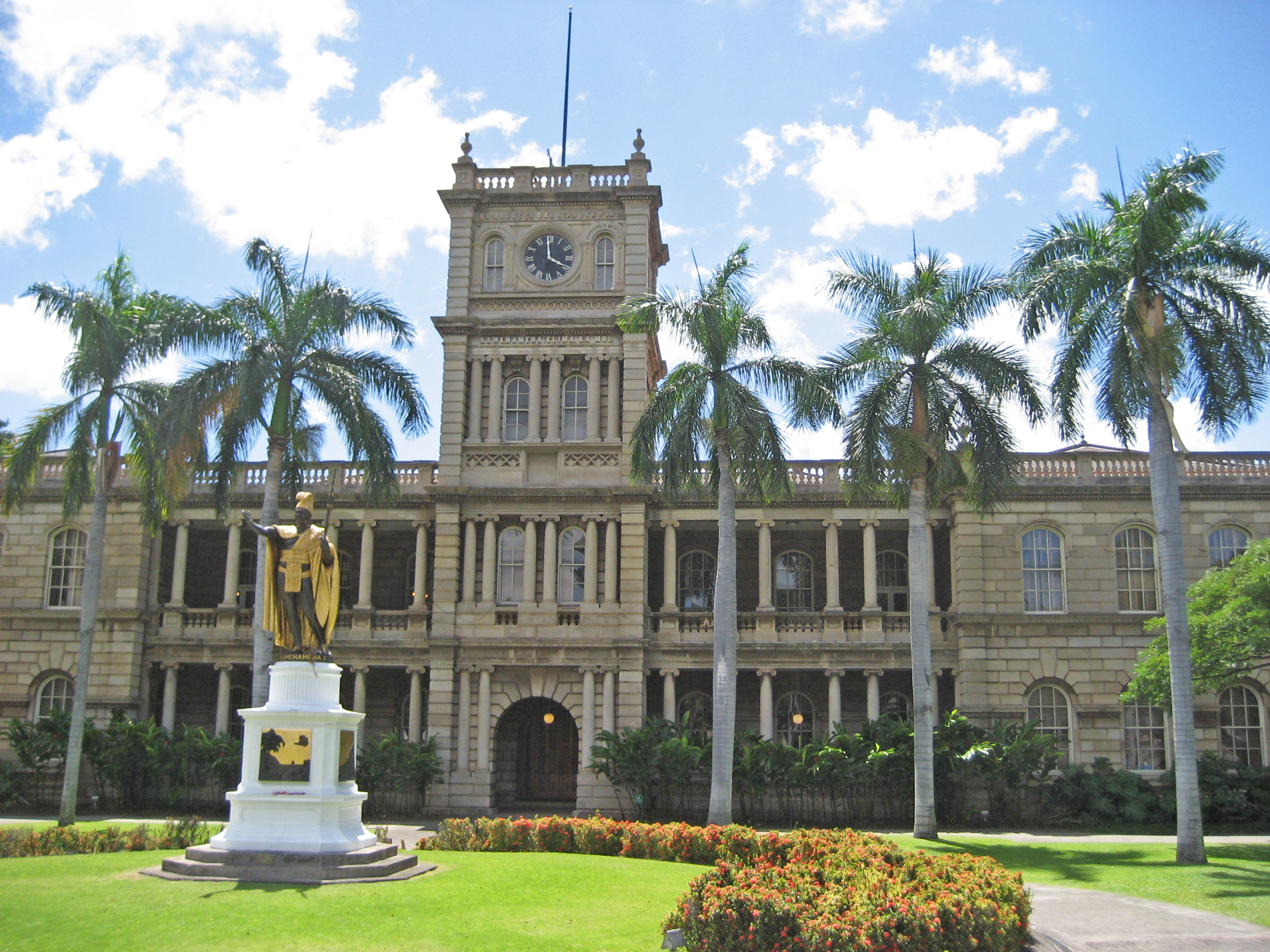
Het Aliiolani Hale met daarvoor het standbeeld van Kamehameha I

Het Aliiolani Hale (Hawaïaans:Ali'iōlani Hale, Het huis van de hemelse koning) werd in opdracht van koning Kamehameha I gebouwd.
Het diende als administratief kantoor voor de Hawaïaanse overheid. Het staat in Honolulu tegenover het Iolanipaleis.
Op dit moment is het Hawaïaanse hooggerechtshof in het gebouw gevestigd.
Op het gazon voor het gebouw staat een standbeeld met gouden elementen van koning Kamehameha I
Gewoonlijk werden gebouwen in Hawaï van koraalblokken gebouwd. Het Aliiolani Hale is echter van betonblokken gebouwd.
Toen de eerste steen in 1872 werd gelegd werd er onder het gebouw een tijdscapsule begraven waarin de Hawaïaanse grondwet van destijds werd opgeborgen, samen met nog een aantal voorwerpen zoals onder andere munten.
In de toren zijn vier klokken geplaatst. Deze zijn helaas altijd zeer onbetrouwbaar gebleken en lopen gewoonlijk voor of achter op de werkelijke tijd.